# Rege titular
Rege titular sau regină titulară este denumit monarhul care nu guvernează efectiv fiind căsătorit (consort regal) cu regele sau regina care guvernează, ori este conducătorul unui regat administrat de un regent sau care există doar formal. În mod similar există titlurile de duce titular și landgraf titular, care în multe cazuri au fost folosite de soții precum și de copiii născuți în timpul căsătoriei sau de reprezentanții liniilor colaterale ale familiei.
O evoluție istorică asemănătoare a dus la apariția titlului de episcop titular al Bisericii catolice și respectiv al Bisericii ortodoxe, ce este atribuit episcopilor care nu au o dioceză proprie, dar primesc acest titlu pentru a ocupa o funcție în ierarhia clericală sau pentru a prelua însărcinări speciale.

## Prinț consort ca rege titular
Un rege consort sau prinț consort este soțul unei regine care guvernează, iar o regină consoartă este soția unui rege care guvernează. Deoarece ei înșiși nu guvernează, nu sunt suverani ai țării. Este necesar a se face această distincție în raport cu regele sau regina, deoarece monarhul care guvernează este superior soției, respectiv soțului, în ceea ce privește protocolul.
În cazul unei regențe un rege consort poartă titlul de rege-regent.
În unele țări europene prințul consort a primit titlul de rege la nașterea primului copil de sex masculin, de exemplu Ferdinand al II-lea de Saxa-Coburg-Gotha în Portugalia, iar Francisc d'Assisi în Spania a primit titlul la nuntă.
Regina Victoria intenționa să-i dea soțului ei, Albert de Saxa-Coburg și Gotha titlul de regele consort, dar nu a reușit deoarece parlamentul s-a opus. În 1857 el a primit titlul de Prinț Consort.
Întrucât în termeni de protocol regii sunt superiori reginelor, consorții reginelor care guvernează nu devin regi și poartă titlul de prinț. Soțul reginei britanice Elisabeta a II-a purta și titlul de duce de Edinburgh. Soțul reginei daneze Margareta a II-a, prințul Henrik, a deținut titlul de Prinț Consort până în 2016 când a renunțat la el (în engleză Royal Consort). El a cerut în repetate rânduri mai multă egalitate de protocol în familia regală și a adus în discuție titlul de rege consort.

## Guvernarea prin regenți
În special în Evul Mediu clasic a apărut adesea situația în care regele care succeda la tron guverna deja într-un alt regat sau ducat îndepărtat și nu-și putea muta reședința în regatul (nou) moștenit. În acest caz un regent, de obicei o rudă din linia familiei, prelua de facto guvernarea. Un exemplu binecunoscut este Regatul Ierusalimului, care pentru o jumătate bună din existența sa reală a fost condus de regi titulari din Europa și de regenți locali.

## Regate formale
În cazul regatelor care există doar în mod formal, care nu se mai află sub stăpânirea casei conducătoare anterioare, nobilul care revendică tronul, dar nu se mai poate impune la tron, este denumit regele titular (de ex. B. Regatul Ierusalimului, Regatul Salonicului). Înălțarea lui Lukas Fugger, un important comerciant din Augsburg, la titlul de rege titular al Atlantidei de către împăratul Maximilian I a fost foarte probabil una ironică.